# Rika Fudžiwarová
Rika Fudžiwarová (japonsky 藤原 里華, Fudžiwara Rika; * 19. září 1981, Tokio) je japonská profesionální tenistka, která na ženský okruh vstoupila v roce 1999. Ve své dosavadní kariéře na okruhu WTA Tour nevyhrála žádný turnaj. V rámci okruhu ITF získala k 2011 šest titulů ve dvouhře a čtrnáct ve čtyřhře.
Na Australian Open 2002 se společně s Šinobu Asagoeovou probojovaly do čtvrtfinále, v němž podlehly páru Martina Hingisová a Anna Kurnikovová. Na druhém grandslamu dané sezóny French Open 2002 s krajankou Ai Sugijamaovou prošly do semifinále, v němž nestačily na dvojici Lisa Raymondová a Rennae Stubbsová, když prohrály po setech 1–6, 7–6, 2–6. Tyto výsledky přispěly k jejímu maximu 13. místu na žebříčku WTA ve čtyřhře.
Na žebříčku WTA byla nejvýše ve dvouhře klasifikována v srpnu 2005 na 84. místě a ve čtyřhře pak v listopadu 2002 na 13. místě. K roku 2011 ji trénovali rodiče Šiniči a Mičiko Fudžiwarovi.

## Finálové účasti na turnajích WTA Tour

### Čtyřhra: 4 (0–4)

#### Finalistka
|   | Datum      | Turnaj                | kat.     | ($)       | Povrch  | Vítězky                           | Spoluhráčka | Výsledek |
| 1 | 12/08/2002 | Rogers Cup Montréal   | Tier I   | 1 224 000 | tvrdý   | Virginia Ruanová Paola Suárezová  | Ai Sugijama | 6-4, 7-6 |
| 2 | 09/09/2002 | SVW Polo Open Šanghaj | Tier IV  | 140 000   | tvrdý   | Anna Kurnikovová Janet Leeová     | Ai Sugijama | 7-5, 6-3 |
| 3 | 21/10/2002 | Generali Ladies Linec | Tier II  | 585 000   | koberec | Jelena Dokićová Naděžda Petrovová | Ai Sugijama | 6-3, 6-2 |
| 4 | 11/10/2010 | HP Japan Open, Osaka  | Intern'l | 220 000   | tvrdý   | Kchaj-č. Čchang Lilia Osterlohová | Šúko Aojama | 6-0, 6-3 |

## Umístění na žebříčku WTA ve dvouhře/konec roku
| Rok    | 1999 | 2000   | 2001   | 2002   | 2003   | 2004   | 2005  | 2006   | 2007   | 2008   | 2009   | 2010   |
| Pořadí | 319. | ▲ 246. | ▲ 128. | ▼ 185. | ▼ 215. | ▲ 158. | ▲ 97. | ▼ 545. | ▲ 273. | ▲ 139. | ▼ 237. | ▼ 247. |